# Macromolécule
Pour le journal, voir Macromolecules.
Une macromolécule est une très grande molécule, qui possède une masse moléculaire relativement élevée. La notion de macromolécule a été introduite en 1922 par le chimiste allemand Hermann Staudinger. Une macromolécule formée d'unités chimiques similaires assemblées par des liaisons covalentes peut être décrite comme une molécule polymère, un ensemble de telles molécules est un polymère. De nombreuses protéines peuvent également être considérées comme des macromolécules.
Les macromolécules organiques peuvent résulter de processus biologiques (polymères naturels) ou bien être préparées à l'aide de réactions chimiques (polymères synthétiques).

## Macromolécules naturelles

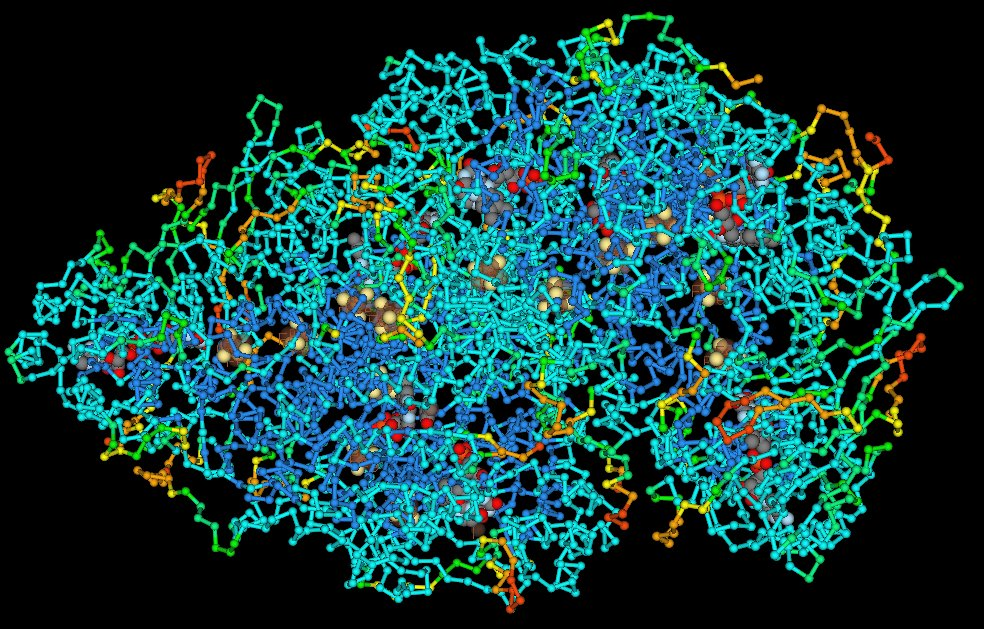
Protéine.

Les macromolécules naturelles sont organiques ou d'origine minérale. On peut citer les polysaccharides (cellulose, amidon...), les protéines (laine, soie...), les acides nucléiques, le caoutchouc naturel, etc.
L'importance des polymères naturels est considérable. La nature produit des dizaines de milliards de tonnes de cellulose chaque année.

### Structure
La structure des macromolécules naturelles possède une complexité souvent due à la présence d'un motif qui se répète. Par exemple une protéine est un enchaînement d'acides aminés puisés parmi une vingtaine différents. De son côté, l'ADN est une répétition de bases prises parmi quatre nucléotides. Ces variétés sont à la base de la variété des protéines dans un cas, et de la possibilité de codage dans l'autre.
Les polysaccharides comme la cellulose sont constitués de chaînes où se reproduit un même motif (le glucose). La variété, dans ces macromolécules, vient du caractère aléatoire des branchements que la chaîne présente.
Le caoutchouc naturel est un des seuls polymères d'origine naturelle à posséder une structure où un motif s'enchaîne avec régularité.
Les polymères naturels minéraux sont de nature fort différente. Par exemple, les nanotubes de carbone peuvent être considérés comme des macromolécules puisque les atomes de carbone qui les constituent sont reliés par des liaisons carbone - carbone covalentes. À ce titre, ils ne se différencient pas des macromolécules organiques dont il a été question précédemment.

### Propriétés
Les propriétés des macromolécules naturelles sont liés aux catégories (protéine, ADN...) auxquelles elles appartiennent. Par exemple, les protéines assurent trois fonctions : structurantes (fibre musculaire), spécifique (transport de l'oxygène), ou catalyse (enzyme).

## Macromolécules artificielles
Elles sont soit obtenues par modification chimique de macromolécules naturelles, par exemple dans le but d'améliorer certaines propriétés, soit par synthèse à partir de monomère issus de la pétrochimie.

### Macromolécules organiques obtenues par modification

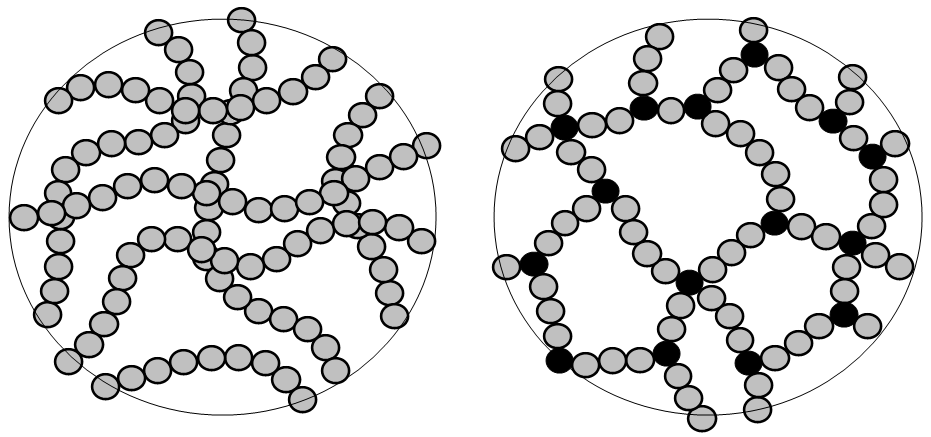
Dimensionnalité : macromolécules monodimensionnelles (cas des polymères thermoplastiques, schéma de gauche) et macromolécule tridimensionnelle (cas des polymères thermodurcissables, à droite)

On peut mentionner dans cette famille les esters cellulosiques tels l'acétate de cellulose ou la nitrocellulose.
Leur variété est particulièrement importante.

### Macromolécules organiques purement synthétiques
Dans le cas de macromolécules d'origine synthétique, les arrangements moléculaires résultent de la polymérisation de molécules monomères.

Une macromolécule (chaîne polymère) résulte généralement de l'assemblage par des liaisons covalentes d'un grand nombre de motifs de répétition semblables (cas des homopolymères) ou différents (copolymères).
Les macromolécules d'origine synthétique sont généralement basées sur l'enchaînement covalent d'un grand nombre d'atomes de carbone qui forment le squelette macromoléculaire. On connaît toutefois des polymères synthétiques comportant des hétéroatomes caténaires tels l'oxygène (par exemple dans les polyéthers et les polyesters) ou l'azote (cas des polyamides, polyuréthanes...).
Il existe par ailleurs des macromolécules dont le squelette ne contient aucun atome de carbone, telles les silicones qui sont constitués d'enchaînements covalents d'atomes de silicium et d'oxygène (-Si-O-).

## Macromolécules minérales
Les nanotubes de carbone sont aussi des macromolécules, ainsi que le graphite qui est constitué de grands feuillets d'atomes de carbone (macromolécules bidimensionnelles C2D).

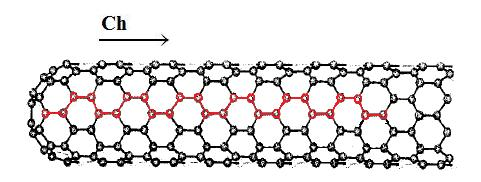
Nanotube de carbone
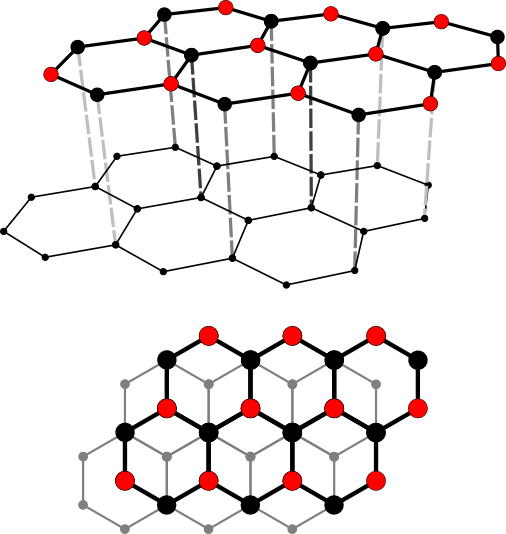
Structure du graphite

Dans le cas du diamant, la structure polymère, qui s'étend dans les trois directions de l'espace (macromolécule tridimensionnelle C3D), a les mêmes dimensions que celles du cristal.
Il existe d'autres structures polymères minérales, notamment dans la famille des silicates (voir l'article). On peut citer la macromolécule tridimensionnelle de dioxyde de silicium cristallin, dans laquelle les quatre atomes d'oxygène O d'un tétraèdre SiO4 sont mis en commun avec d'autres tétraèdres SiO4, ce qui conduit à un motif de répétition de formule SiO2,,.

Tétraèdre SiO4
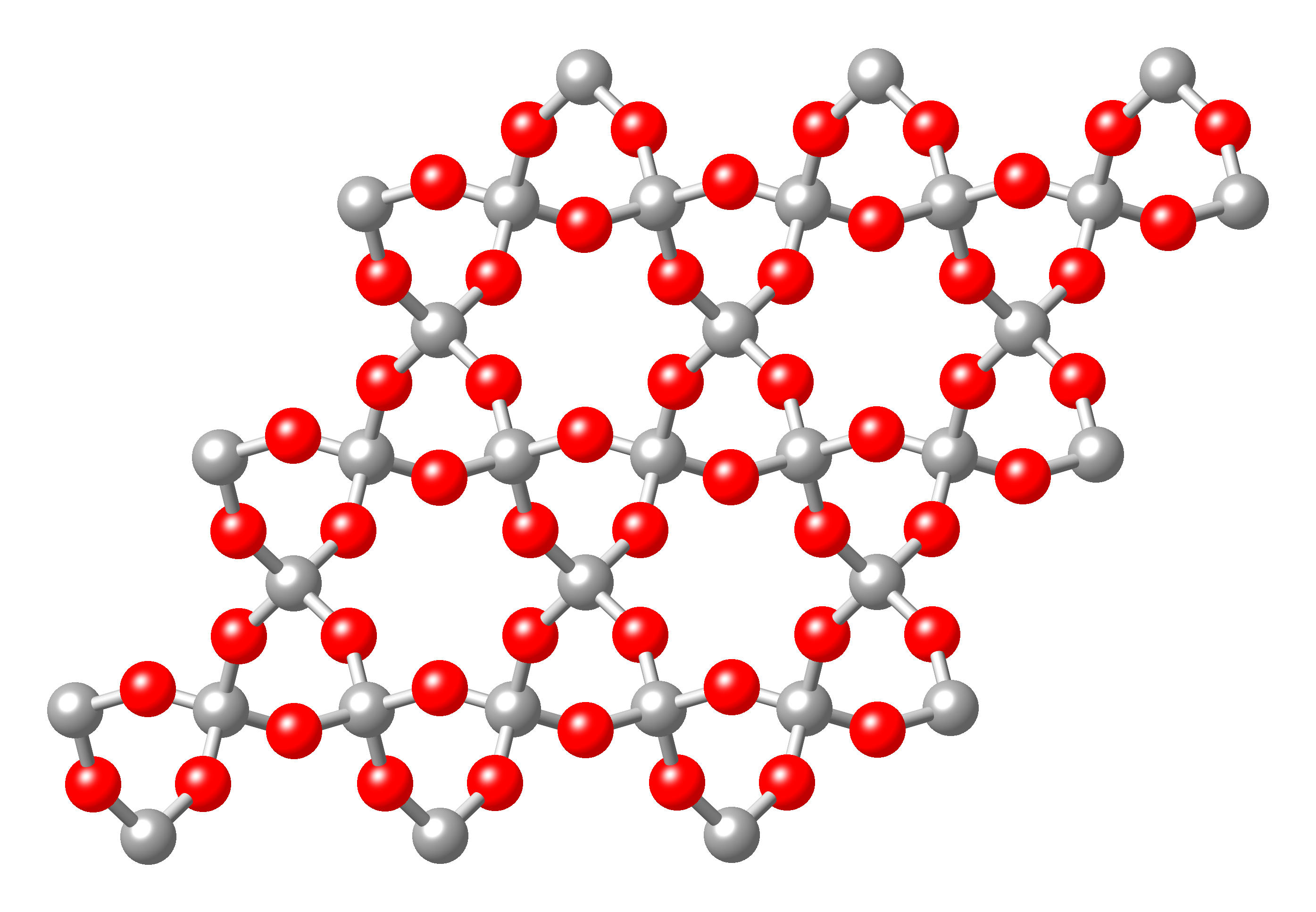
Silice cristallisée (SiO2)n (atomes Si en gris et O en rouge)